# 상급돌격지도자

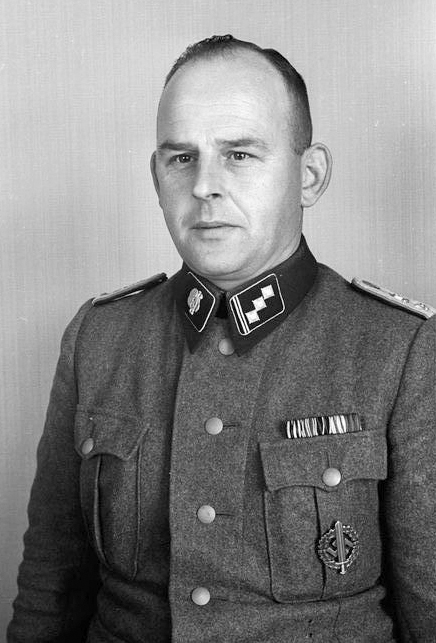
마우타우젠-구젠 강제수용소의 한 상급돌격지도자

상급돌격지도자(Obersturmführer)는 SA, SS, NSKK, NSFK 등의 나치 준군사조직들에서 사용한 계급이다. 1932년 SA가 확장될 때 처음 도입되었으며 같은 시기 SS에도 도입되었다.
SA상급돌격지도자는 대략 50 - 100 명의 병력을 통솔하는 중대장급 지위에 있었고, SS상급돌격지도자는 참모보좌, 게슈타포 비밀경찰, 강제수용소 감독, 무장친위대의 소대급 지휘관 등 다양한 역할을 맡았다. SA상급돌격지도자와 SS상급돌격지도자는 모두 국방군의 중위 계급과 동렬이었다.